# Garra bourreti
Garra bourreti är en fiskart som först beskrevs av Pellegrin 1928.  Garra bourreti ingår i släktet Garra och familjen karpfiskar. IUCN kategoriserar arten globalt som livskraftig. Inga underarter finns listade i Catalogue of Life.